# Witzenhöhle
Die Witzenhöhle ist eine natürliche Karsthöhle bei Muggendorf, einem Gemeindeteil der oberfränkischen Gemeinde Wiesenttal im Landkreis Forchheim in Bayern.
Die Höhle befindet sich am Hohlen Berg, etwa 800 Meter östlich von Muggendorf.

## Beschreibung

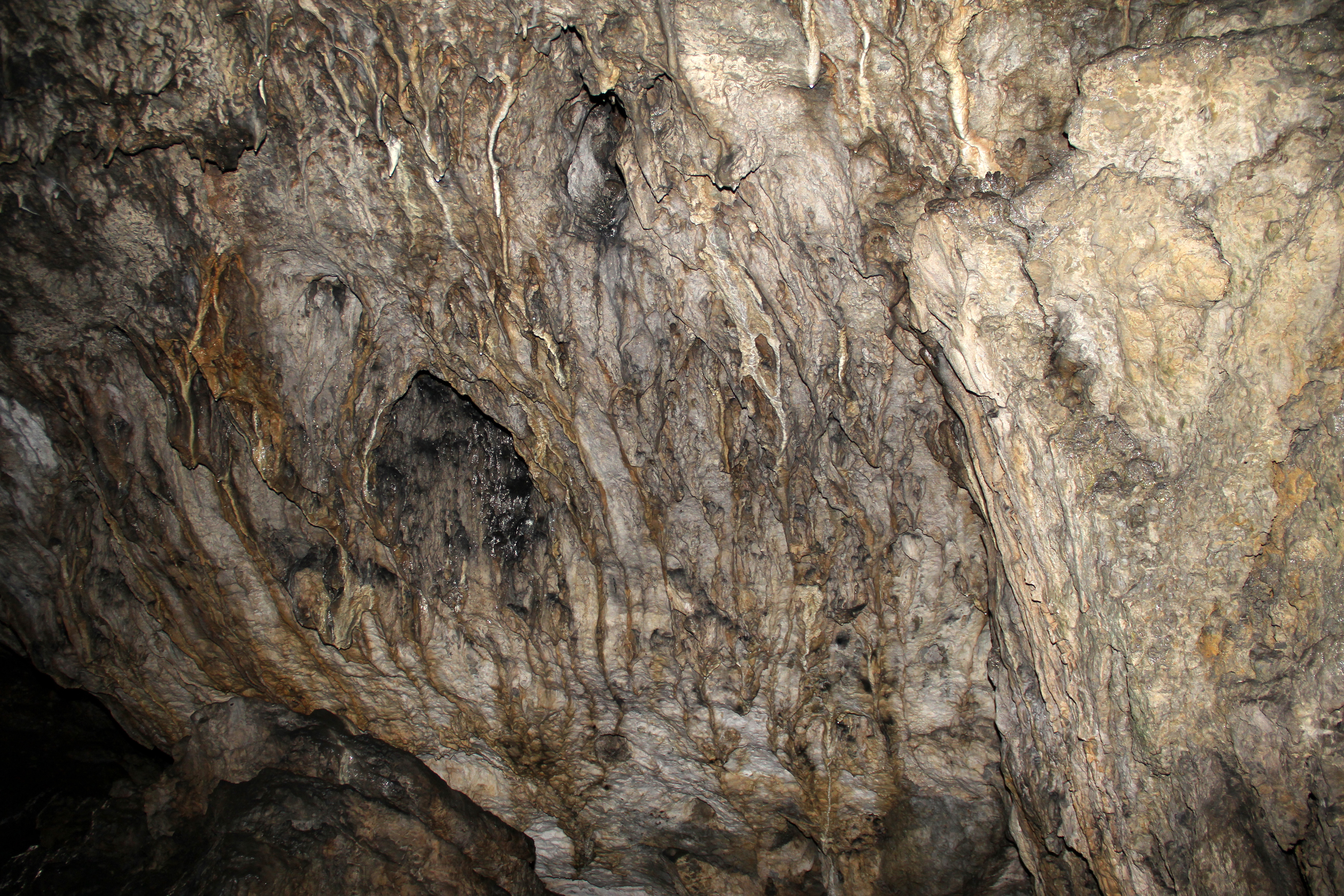
Sintervorhang

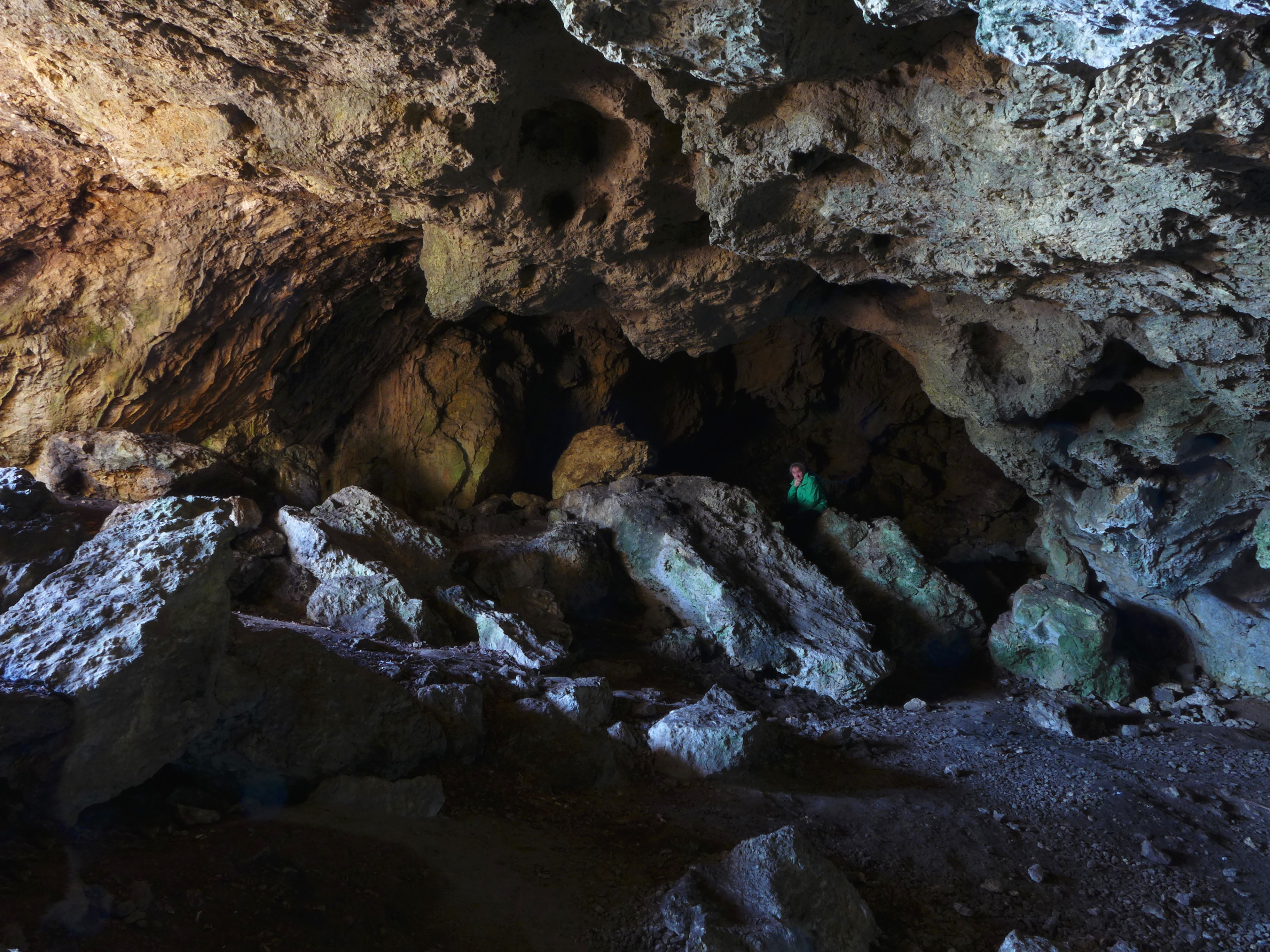
Witzenhöhle, Halle nach dem Eingang

Zusammen mit der Oswaldhöhle und der Wundershöhle gehört sie genetisch zu einem einzigen System. Erst bei der Taleintiefung der Wiesent wurden die Höhlen voneinander getrennt.
Die Witzenhöhle soll die „schröcklichste und allerschauervollste“ (nach Johann Friedrich Esper) Höhle der Fränkischen Schweiz gewesen sein.
Der Legende nach wurden in der Höhle dem slawischen Lichtgott Svantevit (verkürzt Witt) Opfer dargebracht. Von ihm hat die Witzenhöhle ihren Namen. Der nach Süden gerichtete Eingang ist etwa 9 Meter breit und unter zwei Meter hoch.
Hinter dem Eingang befindet sich eine etwa 35 Meter lange, 16 Meter breite und 5 Meter hohe Halle. Die Halle ist teilweise mit mächtigen Versturzblöcken bedeckt, ein rechteckiger wird als Altar bezeichnet.
Die Wände sind teilweise feucht und versintert. Es sind auch Wasserbecken zu finden. Zwischen Verbruchblöcken befindet sich der sehr enge Zugang zu einer unteren Höhlenetage. Am Ende der Halle befindet sich der Übergang (schwer begehbarer Schluf) zur Wundershöhle.
Die Höhle ist vom Bayerischen Landesamt für Umwelt als Geotop (474H005) und Naturdenkmal (ND-04582) ausgewiesen. Im Höhlenkataster Fränkische Alb (HFA) ist die Höhle als C 7 registriert.